# Cabinet fantôme de Tony Blair
Beckett Major
Tony Blair, en tant que Leader du Parti travailliste, a été Leader de l'opposition depuis son élection le 21 juillet 1994 jusqu'à ce qu'il devienne Premier ministre le 2 mai 1997. Il a annoncé son premier cabinet fantôme le 20 octobre 1994.

## Cabinet fantôme
| Fonction | Titulaire              | Mandat    |
| --- | ---------------------- | --------- |
| Leader de la très loyale opposition de Sa Majesté Leader du Parti travailliste                                           | Tony Blair             | 1994–1997 |
| Leader adjoint de la très loyale opposition de Sa Majesté Leader adjoint du Parti travailliste                           | John Prescott          | 1994–1997 |
| Leader de l'Opposition à la Chambre des lords                                                                            | Lord Richard PC        | 1994–1997 |
| Whip en chef de la chambre des communes du cabinet fantôme                                                               | Derek Foster           | 1994–1995 |
| Whip en chef de la chambre des communes du cabinet fantôme                                                               | Donald Dewar           | 1995–1997 |
| Whip en chef de la chambre des lords du cabinet fantôme                                                                  | Lord Graham d'Edmonton | 1994–1997 |
| Lord Chancelier du cabinet fantôme                                                                                       | Lord Irvine de Lairg   | 1994–1997 |
| Chancelier de l'Échiquier du cabinet fantôme                                                                             | Gordon Brown           | 1994–1997 |
| Secrétaire d'État des Affaires étrangères et du Commonwealth du cabinet fantôme                                          | Robin Cook             | 1994–1997 |
| Secrétaire d'État à l'Intérieur du cabinet fantôme                                                                       | Jack Straw             | 1994–1997 |
| Secrétaire d'État à la Défense du cabinet fantôme                                                                        | David Clark            | 1994–1997 |
| Secrétaire d'État à l'emploi du cabinet fantôme                                                                          | Harriet Harman         | 1994–1995 |
| Secrétaire d'État à l'Éducation du cabinet fantôme                                                                       | David Blunkett         | 1994–1995 |
| Secrétaires d'État de l'Éducation et de l'Emploi du cabinet fantôme                                                      | David Blunkett         | 1995–1997 |
| Secrétaire d'État à l'Environnement du cabinet fantôme                                                                   | Frank Dobson           | 1994–1997 |
| Secrétaire d'État à la Santé du cabinet fantôme                                                                          | Margaret Beckett       | 1994–1995 |
| Secrétaire d'État à la Santé du cabinet fantôme                                                                          | Harriet Harman         | 1995–1996 |
| Secrétaire d'État à la Santé du cabinet fantôme                                                                          | Chris Smith            | 1996–1997 |
| Leader fantôme de la Chambre des communes                                                                                | Ann Taylor             | 1994–1997 |
| Ministre de la charte du citoyen du cabinet fantôme                                                                      | Ann Taylor             | 1994–1995 |
| Ministre de la charte du citoyen du cabinet fantôme                                                                      | Derek Foster           | 1995–1997 |
| Chancelier du duché de Lancaster du cabinet fantôme                                                                      | Derek Foster           | 1995–1997 |
| Secrétaires d'État pour la sécurité sociale du cabinet fantôme                                                           | Donald Dewar           | 1994–1995 |
| Secrétaires d'État pour la sécurité sociale du cabinet fantôme                                                           | Chris Smith            | 1995–1996 |
| Secrétaires d'État pour la sécurité sociale du cabinet fantôme                                                           | Harriet Harman         | 1996–1997 |
| Secrétaires d'État pour le patrimoine national du cabinet fantôme avec une responsabilité particulière sur l'information | Chris Smith            | 1994–1995 |
| Secrétaires d'État pour le patrimoine national du cabinet fantôme avec une responsabilité particulière sur l'information | Jack Cunningham        | 1995–1997 |
| Secrétaire d'État au Commerce et de l'Industrie du cabinet fantôme                                                       | Jack Cunningham        | 1994–1995 |
| Secrétaire d'État au Commerce et de l'Industrie du cabinet fantôme                                                       | Margaret Beckett       | 1995–1997 |
| Secrétaire d'État aux Transports du cabinet fantôme                                                                      | Michael Meacher        | 1994–1995 |
| Secrétaire d'État aux Transports du cabinet fantôme                                                                      | Clare Short            | 1995–1996 |
| Secrétaire d'État aux Transports du cabinet fantôme                                                                      | Andrew Smith           | 1996–1997 |
| Secrétaire d'État pour l'Écosse du cabinet fantôme                                                                       | George Robertson       | 1994–1997 |
| Secrétaire d'État pour le pays de Galles du cabinet fantôme                                                              | Ron Davies             | 1994–1997 |
| Secrétaire d'État pour l'Irlande du Nord du cabinet fantôme                                                              | Mo Mowlam              | 1994–1997 |
| Ministre pour le développement de l'outre-mer du cabinet fantôme                                                         | Joan Lestor            | 1994–1996 |
| Ministre pour le développement de l'outre-mer du cabinet fantôme                                                         | Clare Short            | 1996–1997 |
| Ministre de l'Agriculture, de la Pêche et de l'Alimentation du cabinet fantôme                                           | Gavin Strang           | 1994–1997 |
| Ministre fantôme de l'Emploi                                                                                             | Michael Meacher        | 1994–1995 |
| Ministre de l'ombre pour la protection de l'environnement                                                                | Michael Meacher        | 1995–1996 |

## Cabinet fantôme initiale
Le 20 octobre 1994, à la suite des élections du cabinet fantôme de 1994, Blair a annoncé son premier cabinet fantôme.
- Tony Blair – Leader de la très loyale opposition de Sa Majesté et Leader du Parti travailliste
- John Prescott – Leader adjoint de la très loyale opposition de Sa Majesté et Leader adjoint du Parti travailliste
- Lord Richard – Leader de l'Opposition à la Chambre des lords
- Derek Foster – Whip en chef de la chambre des communes du cabinet fantôme
- Lord Graham d'Edmonton  – Whip en chef de la chambre des lords du cabinet fantôme
- Lord Irvine de Lairg – Lord Chancelier du cabinet fantôme
- Gordon Brown – Chancelier de l'Échiquier du cabinet fantôme
- Robin Cook – Secrétaire d'État des Affaires étrangères et du Commonwealth du cabinet fantôme
- Jack Straw – Secrétaire d'État à l'Intérieur du cabinet fantôme
- David Clark – Secrétaire d'État à la Défense du cabinet fantôme
- David Blunkett – Secrétaire d'État à l'Éducation du cabinet fantôme
- Harriet Harman – Secrétaire d'État à l'emploi du cabinet fantôme
- Frank Dobson – Secrétaire d'État à l'Environnement du cabinet fantôme
- Margaret Beckett – Secrétaire d'État à la Santé du cabinet fantôme
- Ann Taylor – Leader fantôme de la Chambre des communes et Ministre de la charte du citoyen du cabinet fantôme
- Donald Dewar – Secrétaires d'État pour la sécurité sociale du cabinet fantôme
- Chris Smith– Secrétaires d'État pour le patrimoine national du cabinet fantôme et avec une responsabilité particulière sur l'information
- Jack Cunningham – Secrétaire d'État au Commerce et de l'Industrie du cabinet fantôme
- Michael Meacher – Secrétaire d'État aux Transports du cabinet fantôme
- George Robertson – Secrétaire d'État pour l'Écosse du cabinet fantôme
- Ron Davies – Secrétaire d'État pour le pays de Galles du cabinet fantôme
- Mo Mowlam – Secrétaire d'État pour l'Irlande du Nord du cabinet fantôme
- Joan Lestor – Ministre pour le développement de l'outre-mer du cabinet fantôme
- Gavin Strang – Ministre de l'Agriculture, de la Pêche et de l'Alimentation du cabinet fantôme

## Remaniement de 1995
Blair a apporté un certain nombre de changements importants au cabinet fantôme le 19 octobre 1995, à la suite des élections du élections du cabinet fantôme de 1995 Foster, qui avait été élu au poste, a accédé à la demande de Blair de se retirer en tant que whip en chef; il a été nommé Chancelier du duché de Lancaster du cabinet fantôme et le ministre fantôme responsable de la charte du citoyen, prenant ce dernier poste à Taylor, qui est resté le leader fantôme de la Chambre. Dewar a été nommé whip en chef en vertu d'une nouvelle règle qui a rendu le poste nommé et ajouté un siège électif supplémentaire dans le cabinet fantôme. Chris Smith a remplacé Dewar à la sécurité sociale et a été remplacé en tant que secrétaire du patrimoine national de l'ombre par Cunningham. La responsabilité de l'information a été transférée du secrétaire du Patrimoine national fantôme à un ministre junior du Commerce et de l'Industrie de l'ombre (Geoff Hoon). Cunningham a été à son tour remplacé lors du mémoire sur le commerce et l'industrie par Beckett. Harman a repris le portefeuille Santé que Beckett détenait. Blunkett a ajouté le portefeuille Emploi de Harman au sien pour refléter la création du ministère de l'Éducation et de l'Emploi.
Michael Meacher, tout en restant dans le cabinet fantôme, est devenu l'adjoint de Blunkett en tant que ministre fantôme de l'emploi, laissant le mandat de transport à Clare Short, nouvellement élue au cabinet fantôme. Un autre nouveau venu, Tom Clarke , a été nommé au nouveau poste de ministre de l'ombre pour les droits des personnes handicapées
- Tony Blair – Leader de la très loyale opposition de Sa Majesté et Leader du Parti travailliste
- John Prescott – Leader adjoint de la très loyale opposition de Sa Majesté et Leader adjoint du Parti travailliste
- Lord Richard – Leader de l'Opposition à la Chambre des lords
- Donald Dewar – Whip en chef de la chambre des communes du cabinet fantôme
- Lord Graham d'Edmonton – Whip en chef de la chambre des lords du cabinet fantôme
- Lord Irvine de Lairg – Lord Chancelier du cabinet fantôme
- Gordon Brown – Chancelier de l'Échiquier du cabinet fantôme
- Robin Cook – Secrétaire d'État des Affaires étrangères et du Commonwealth du cabinet fantôme
- Jack Straw – Secrétaire d'État à l'Intérieur du cabinet fantôme
- David Clark – Secrétaire d'État à la Défense du cabinet fantôme
- David Blunkett – Secrétaires d'État de l'Éducation et de l'Emploi du cabinet fantôme
- Frank Dobson – Secrétaire d'État à l'Environnement du cabinet fantôme
- Harriet Harman – Secrétaire d'État à la Santé du cabinet fantôme
- Ann Taylor – Leader fantôme de la Chambre des communes
- Chris Smith – Secrétaires d'État pour la sécurité sociale du cabinet fantôme
- Jack Cunningham – Secrétaires d'État pour le patrimoine national du cabinet fantôme et avec une responsabilité particulière sur l'information
- Margaret Beckett – Secrétaire d'État au Commerce et de l'Industrie du cabinet fantôme
- Michael Meacher – Ministre fantôme de l'Emploi
- Clare Short – Secrétaire d'État aux Transports du cabinet fantôme
- George Robertson – Secrétaire d'État pour l'Écosse du cabinet fantôme
- Ron Davies – Secrétaire d'État pour le pays de Galles du cabinet fantôme
- Mo Mowlam – Secrétaire d'État pour l'Irlande du Nord du cabinet fantôme
- Joan Lestor – Ministre pour le développement de l'outre-mer du cabinet fantôme
- Gavin Strang – Ministre de l'Agriculture, de la Pêche et de l'Alimentation du cabinet fantôme
- Derek Foster – Ministre de la charte du citoyen du cabinet fantôme
- Tom Clarke – Ministre de l'ombre pour les droits des personnes handicapées

Changements
- 1er juillet 1996: Harriet Harman et Chris Smith changent de poste.
- 25 juillet 1996: Joan Lestor a démissionné lors de l'élections du cabinet fantôme de 1996, alors qu'elle se retirait de l'élection générale imminente . Elle a été remplacée en tant que ministre de l'ombre pour le développement outre-mer par Short, qui a été remplacé au Transport par Andrew Smith. Meacher a pris le nouveau poste de ministre de l'ombre pour la protection de l'environnement (un poste distinct du secrétaire de l'environnement de l'ombre)[4],[5].